# Brazil International 2018
Die Brazil International 2018 im Badminton fanden vom 7. bis zum 11. März 2018 in Foz do Iguaçu statt.

## Sieger und Platzierte
| Disziplin    | Gold                            | Silber                         | Bronze                             |
| ------------ | ------------------------------- | ------------------------------ | ---------------------------------- |
| Herreneinzel | Ygor Coelho                     | Sergey Sirant                  | Harshit Aggarwal                   |
| Herreneinzel | Ygor Coelho                     | Sergey Sirant                  | Luka Wraber                        |
| Dameneinzel  | Rachel Honderich                | Sabrina Jaquet                 | Vaishnavi Reddy Jakka              |
| Dameneinzel  | Rachel Honderich                | Sabrina Jaquet                 | Martina Repiská                    |
| Herrendoppel | Jason Ho-Shue Nyl Yakura        | Tarun Kona Saurabh Sharma      | Kevin Cordón Anibal Marroquín      |
| Herrendoppel | Jason Ho-Shue Nyl Yakura        | Tarun Kona Saurabh Sharma      | Jonathan Solís Rodolfo Ramírez     |
| Damendoppel  | Rachel Honderich Jamie Subandhi | Jennie Gai Jamie Hsu           | Jeisiane Alves Tamires Santos      |
| Mixed        | Evgeny Dremin Evgenia Dimova    | Saurabh Sharma Anoushka Parikh | Artur Silva Pomoceno Fabiana Silva |
| Mixed        | Evgeny Dremin Evgenia Dimova    | Saurabh Sharma Anoushka Parikh | Matheus Voigt Lohaynny Vicente     |